# Joodse begraafplaats (Enkhuizen)
De Joodse begraafplaats aan de Oranjestraat in Enkhuizen stamt uit 1738. De begraafplaats werd per jaar verhuurd. Naast een begraafplaats hadden de Joden een eigen synagoge aan de Zuider Havendijk.
In haar beginjaren was de Joodse Gemeente met rond de 100 leden vrij groot, maar de Franse Revolutie zorgde voor economische terugval, waardoor de meeste Joden ook weer vertrokken naar plaatsen met een gunstiger handelsklimaat.
In de negentiende eeuw bleef het aantal Joodse inwoners rond de 50 steken. Genoeg om een kleine, maar wel zelfstandige Gemeente te kunnen vormen. In de twintigste eeuw nam het aantal nog verder af, en door gedwongen verhuizingen naar Amsterdam bleef het aantal Joodse slachtoffers van de Tweede Wereldoorlog relatief beperkt, zeker vergeleken met andere Joodse Gemeenten.
Toch was de gemeente na de oorlog te klein om zelfstandig verder te kunnen gaan. In 1964 werd de joodse gemeente officieel bij die van Alkmaar gevoegd. De begraafplaats is een stille herinnering aan de Joodse Gemeente van Alkmaar. Op de begraafplaats staan 45 grafstenen, maar het aantal begravenen ligt volgens de boeken rond de 130. Op de begraafplaats is ook een metaheerhuis aanwezig.

## Galerij

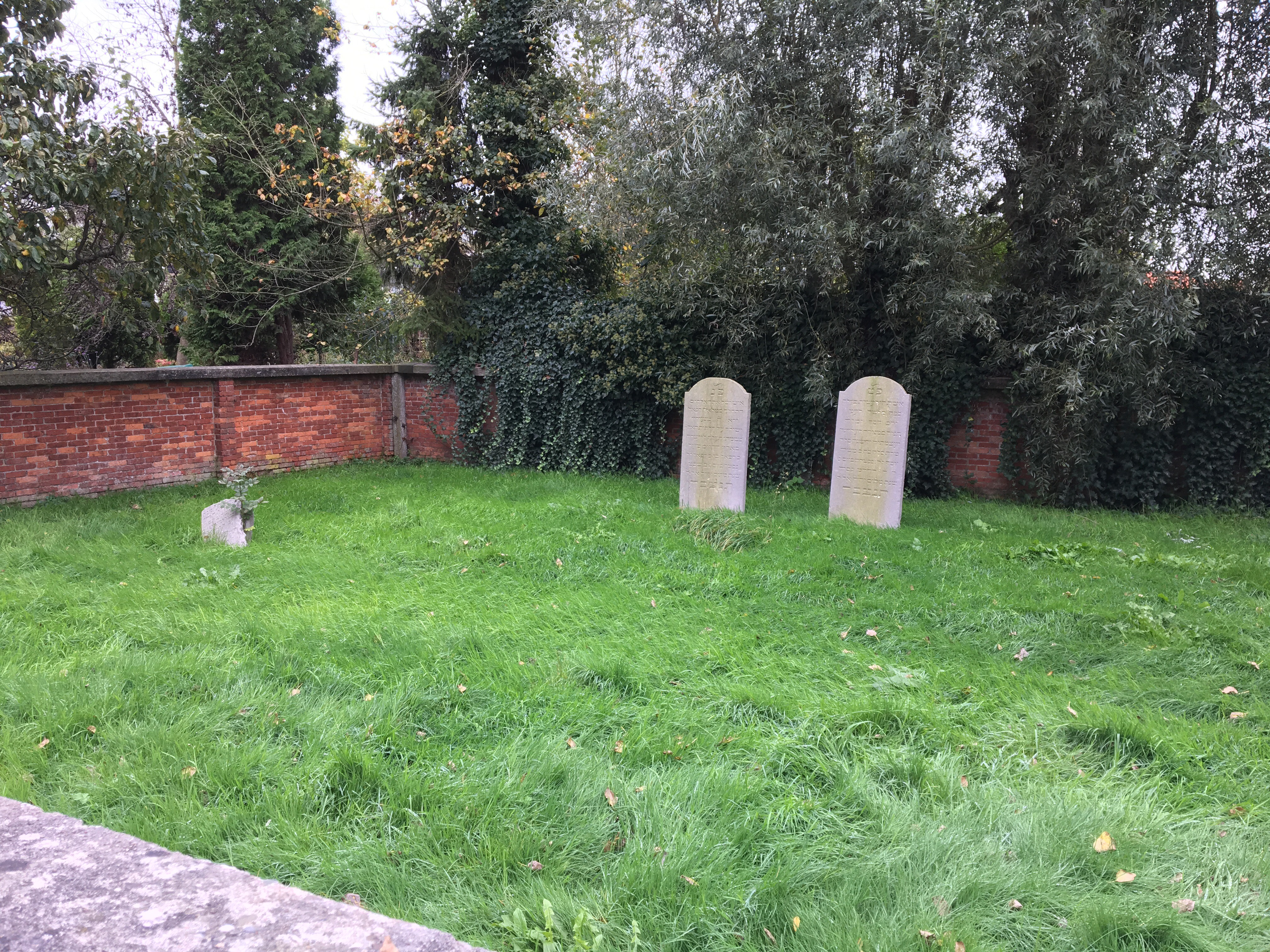
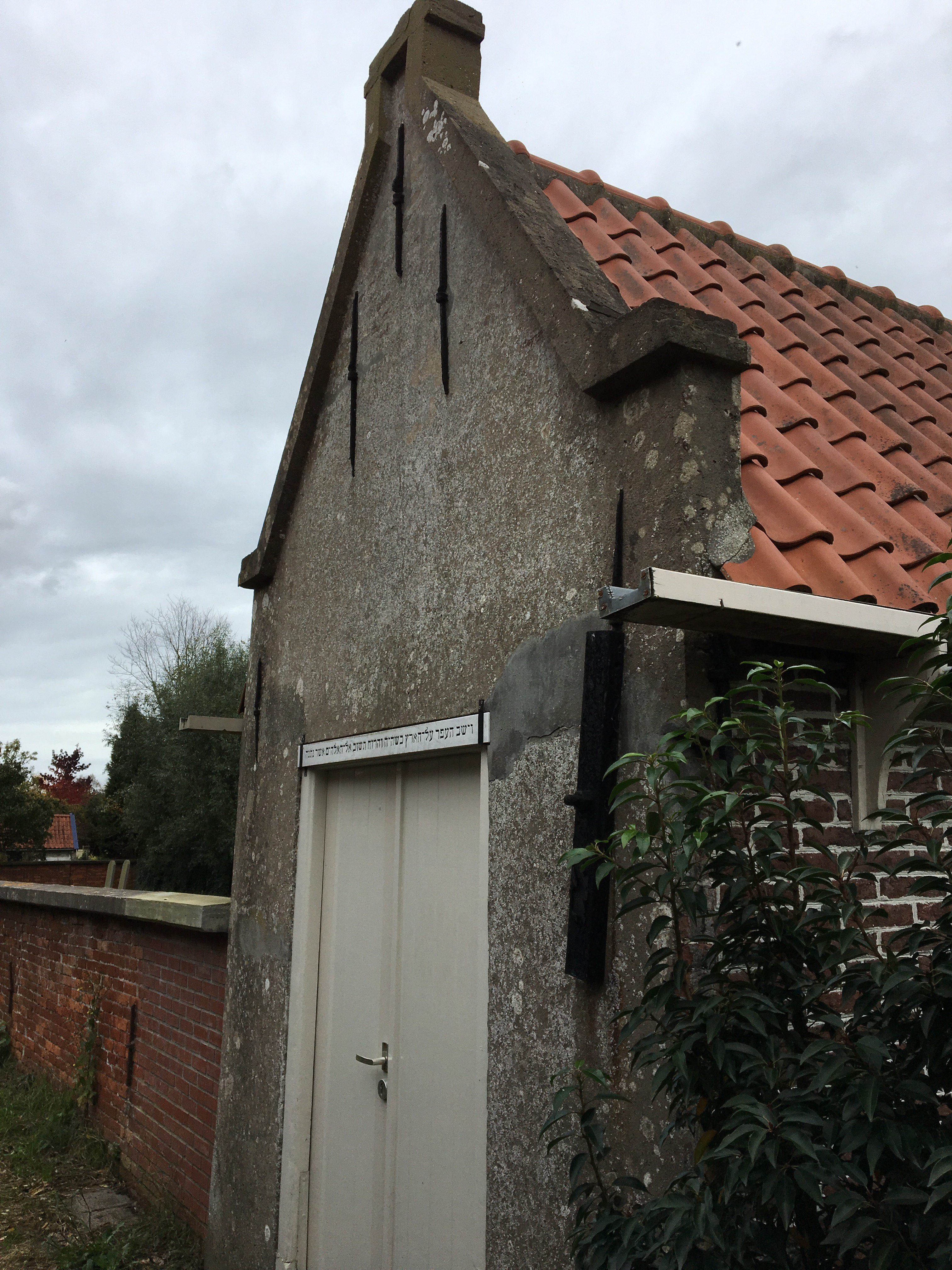